# Центракант

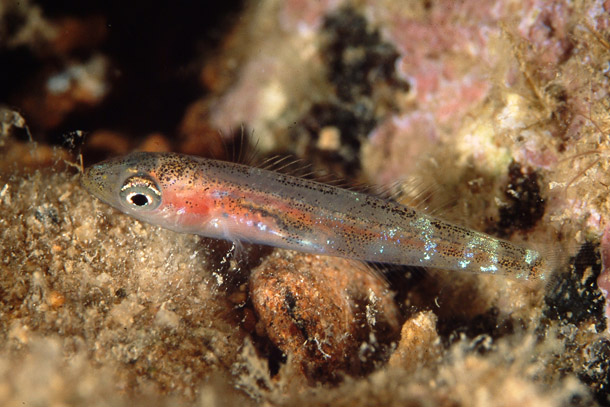
Центракант з Тоскани (Італія)

Центракант (Centracanthus cirrus) — вид риб родини центракантових (Centracanthidae), ряду окунеподібних (Perciformes). Належить до монотипового роду Centracanthus. Самці сягають 34 см загальної довжини. Поширені біля берегів Португалії (включаючи Азорські острови і Мадейру), Марокко, Канар і Мавританії, також у Середземному морі.